# Jochen Meißner

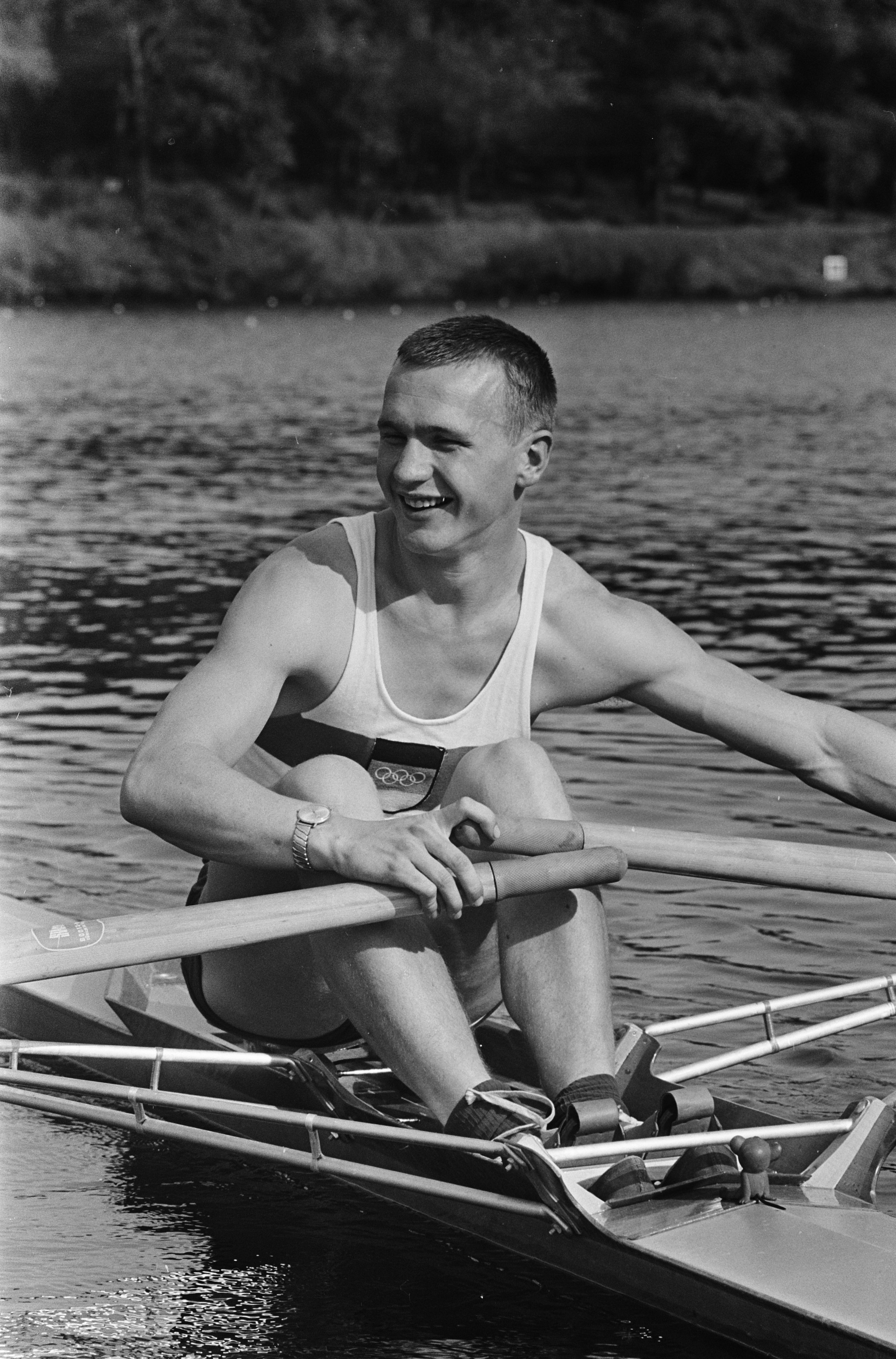
Jochen Meißner, 1965

Jochen Meißner (* 8. Mai 1943 in Stuttgart) ist ein ehemaliger deutscher Ruderer. Er war mehrfach deutscher Meister, Europameister und war bei Weltmeisterschaften und olympischen Spielen erfolgreich.

## Karriere
Meißner begann 1958 beim Mannheimer Ruderverein Amicitia mit dem Rudern. Trainiert von Hans Bichelmeier ruderte er bis 1964 in der Leichtgewichtsklasse und wurde 1963 und 1964 deutscher Meister im Einer, danach stieg er in die unbeschränkte Klasse um. Jochen Meißner errang 1965 völlig überraschend auf der Regattabahn Duisburg-Wedau die Europameisterschaft. 1966 gewann er Bronze bei der Weltmeisterschaft. Bei den Olympischen Spielen 1968 in Mexiko gewann er die Silbermedaille im Einer hinter dem Niederländer Jan Wienese und vor dem Argentinier Alberto Demiddi. 1969 holte er Bronze bei der Europameisterschaft. Von 1965 bis 1968 war Meißner Deutscher Meister im Einer, von 1969 bis 1972 wurde er jeweils Dritter. Bei den Olympischen Spielen 1972 trat Meißner zusammen mit Arthur Heyne im Doppelzweier an, die beiden erreichten das B-Finale und belegten den zehnten Platz. Danach beendete er seine aktive Laufbahn.
Für seine sportlichen Leistungen wurde er am 27. März 1966 mit dem Silbernen Lorbeerblatt ausgezeichnet.

## Beruf und Privates
Erst im Alter von 14 Jahren wurde bei ihm eine Schwerhörigkeit entdeckt, die ihn in seiner schulischen Entwicklung behinderte. Auf Anraten der Lehrer verließ er das Bach-Gymnasium in Neckarau und machte eine Ausbildung zum Starkstromelektriker und technischen Kaufmann bei AEG. Danach bildete er sich als Elektrotechniker und Betriebswirt weiter und arbeite ab 1969 bei Daimler-Benz. Zuletzt leitete er dort den Bereich Prozessoptimierung Logistik und war weltweit unterwegs. Später war er als freiberuflicher Unternehmensberater tätig.
Meißner wohnt im Mannheimer Ortsteil Wallstadt, ist verheiratet und hat zwei erwachsene Kinder.